# Hlavní hřeben Západních Tater

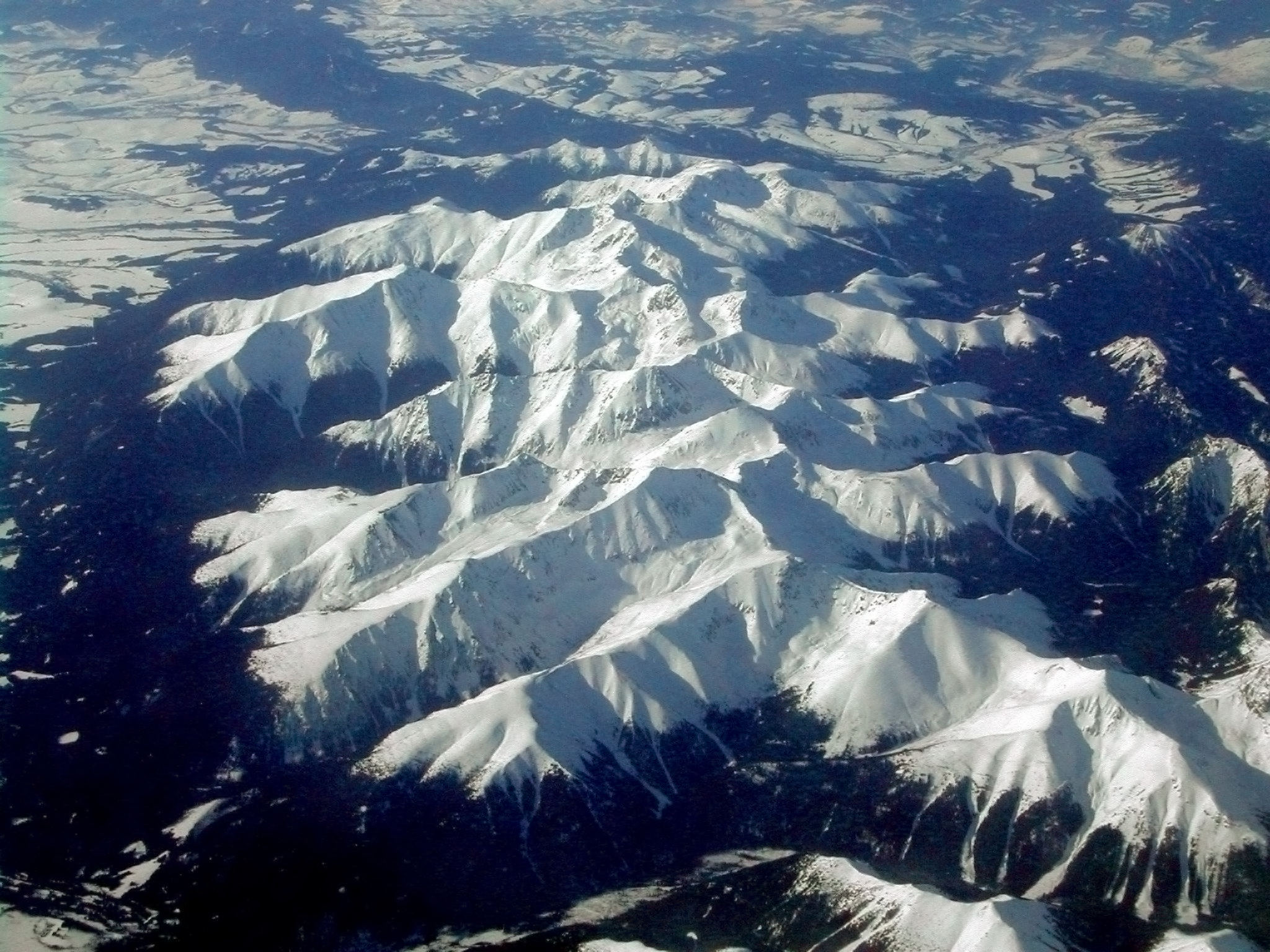
Letecký pohled na Západní Tatry

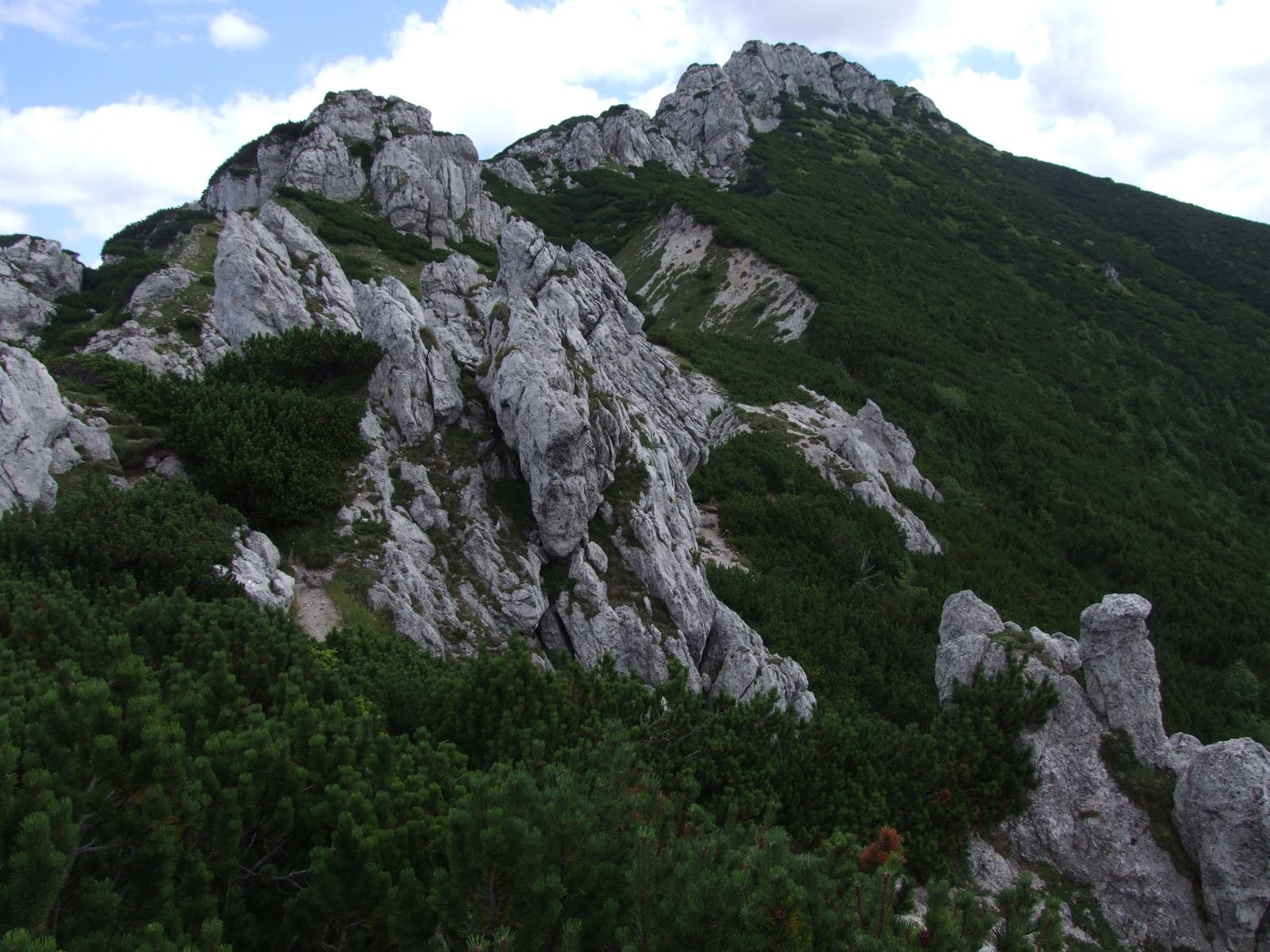
Sivý vrch

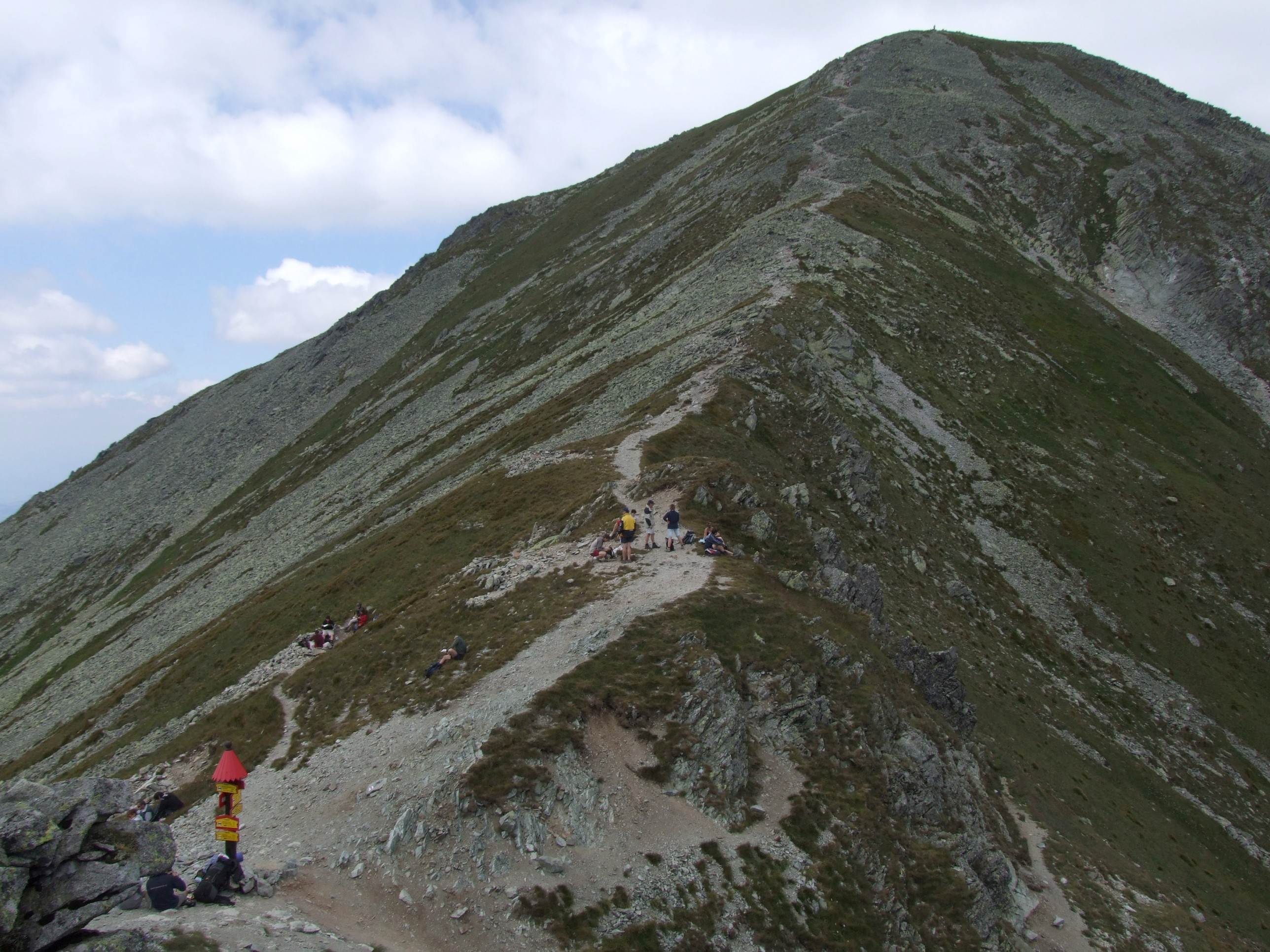
Pachoľa

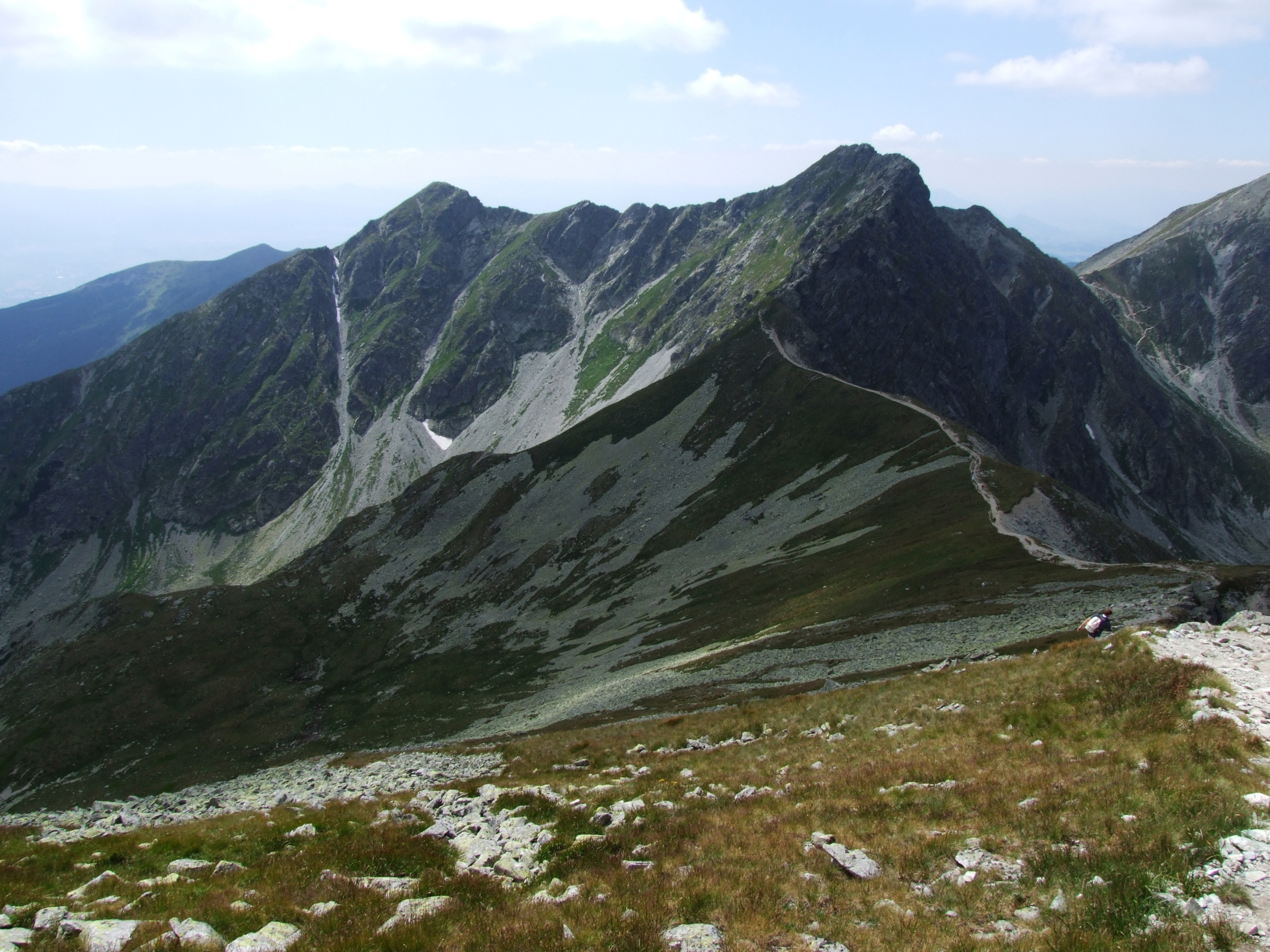
Baníkov

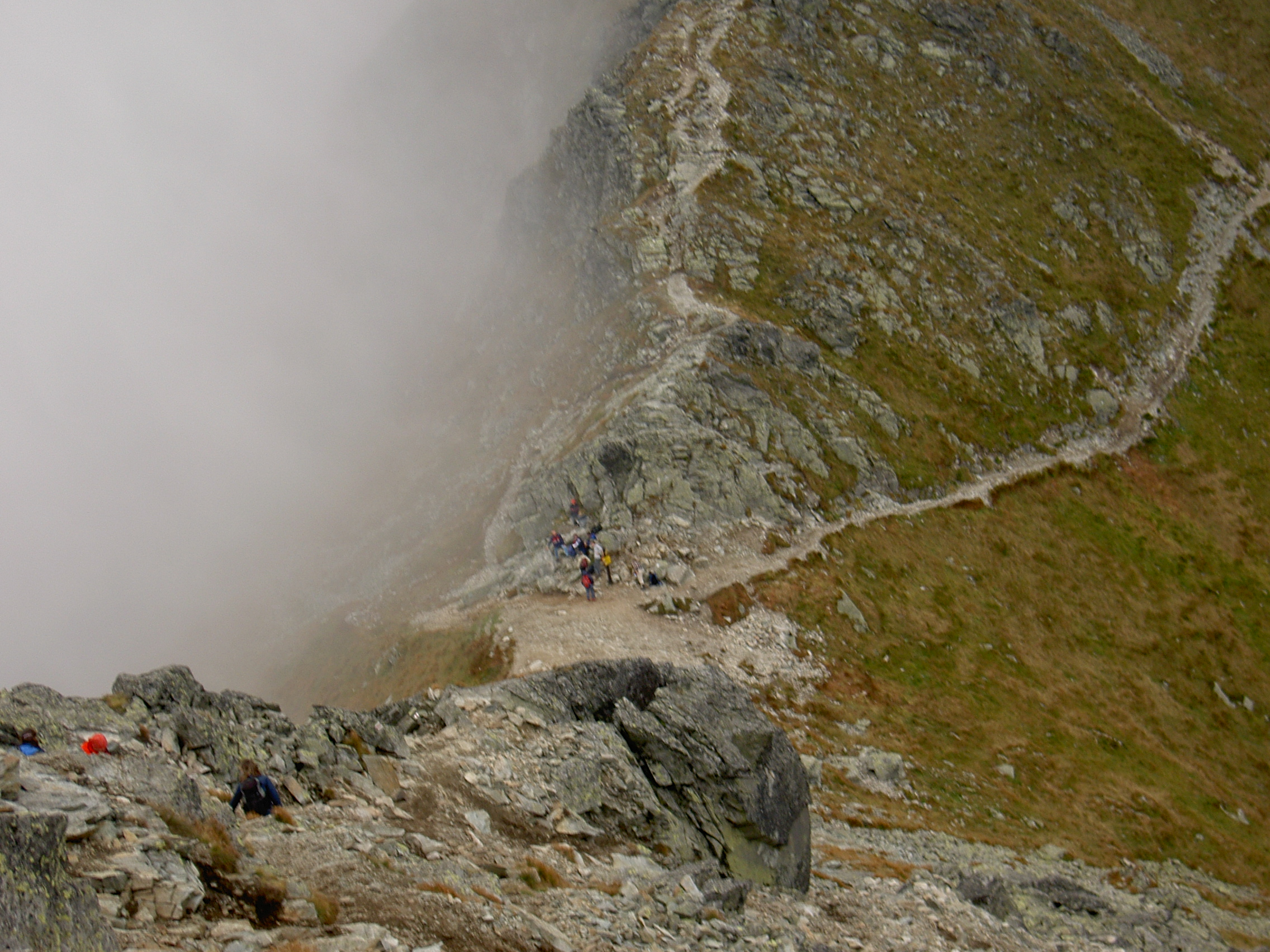
Smutné sedlo

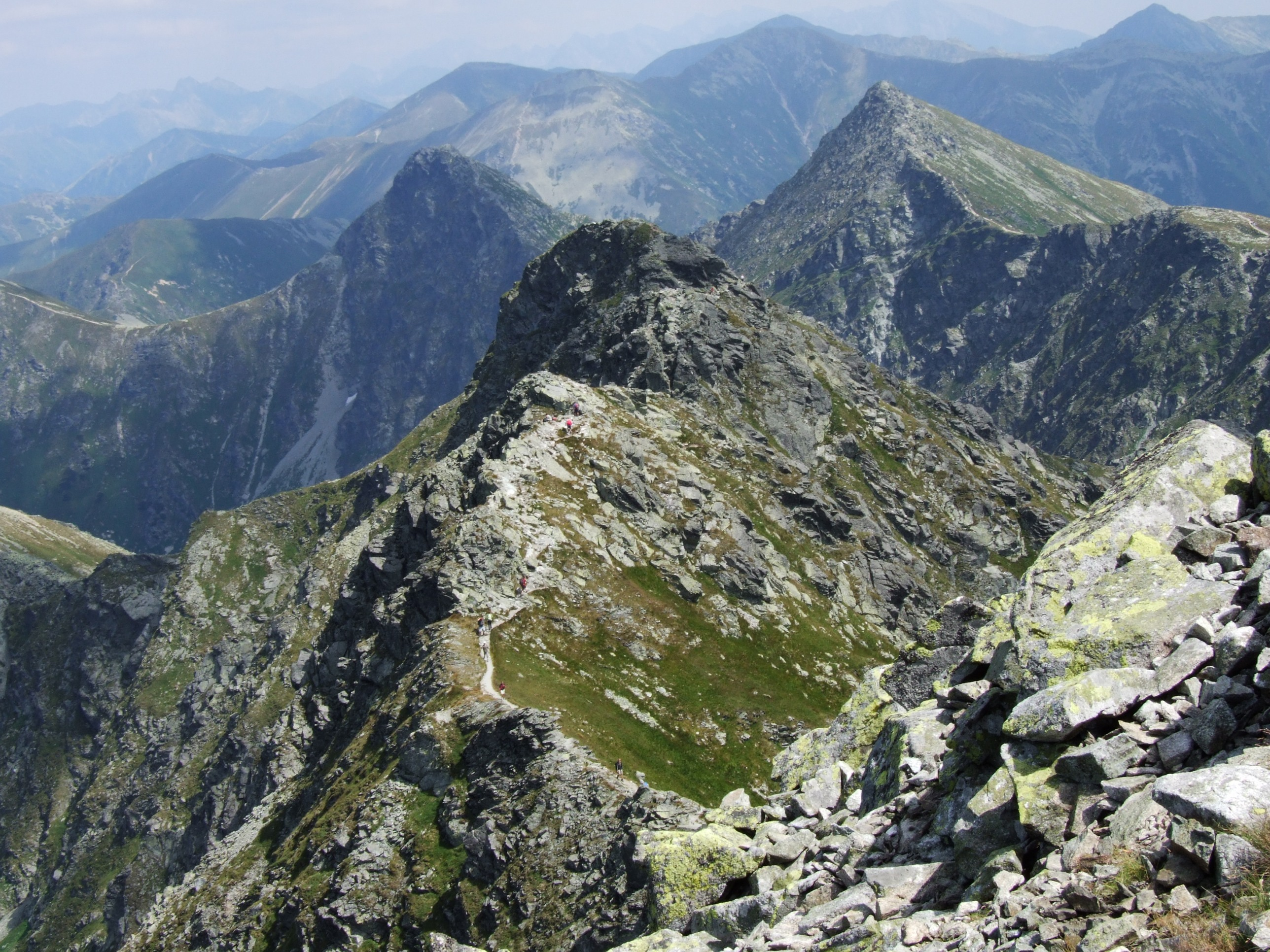
Tri kopy

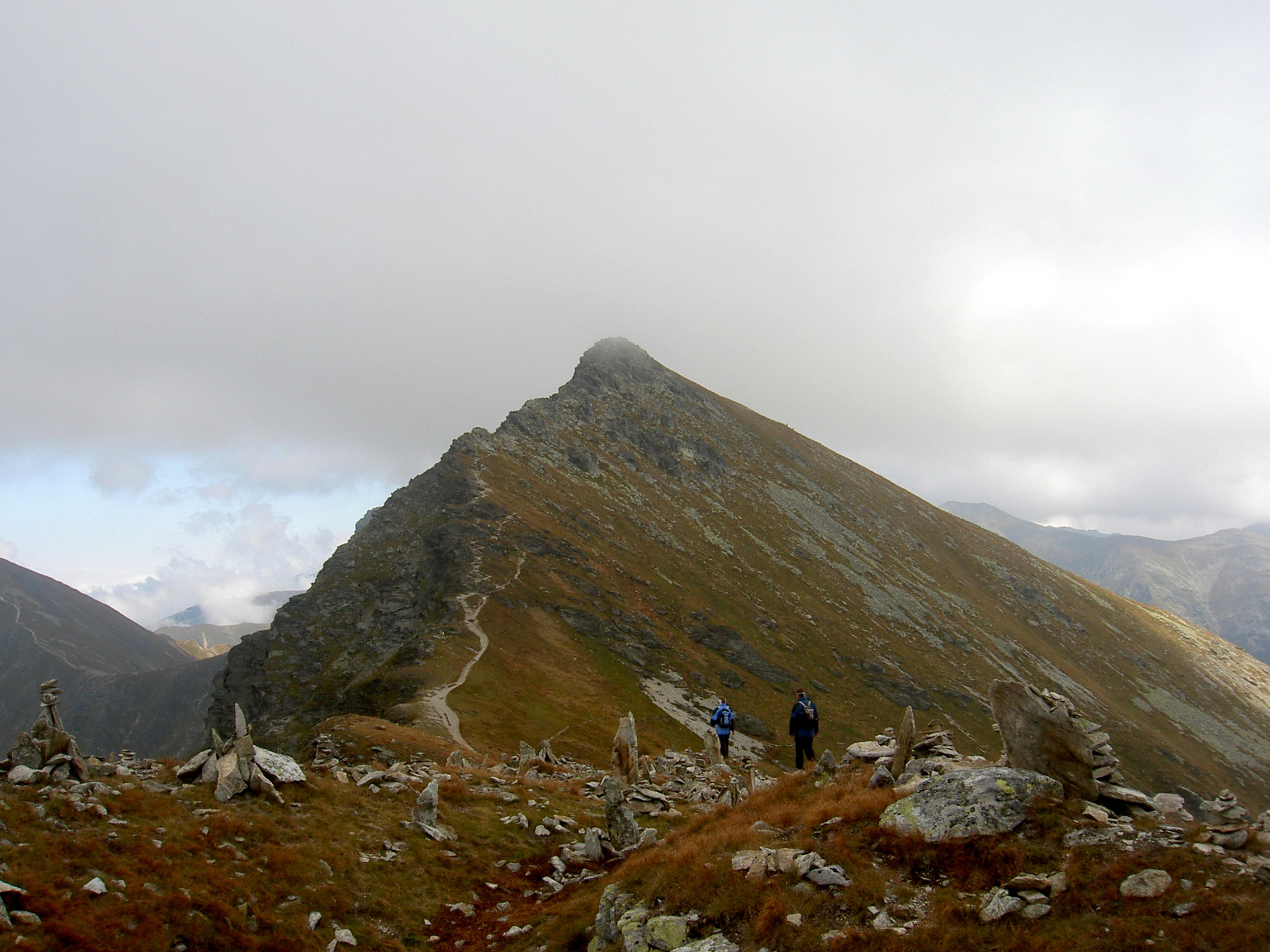
Plačlivé

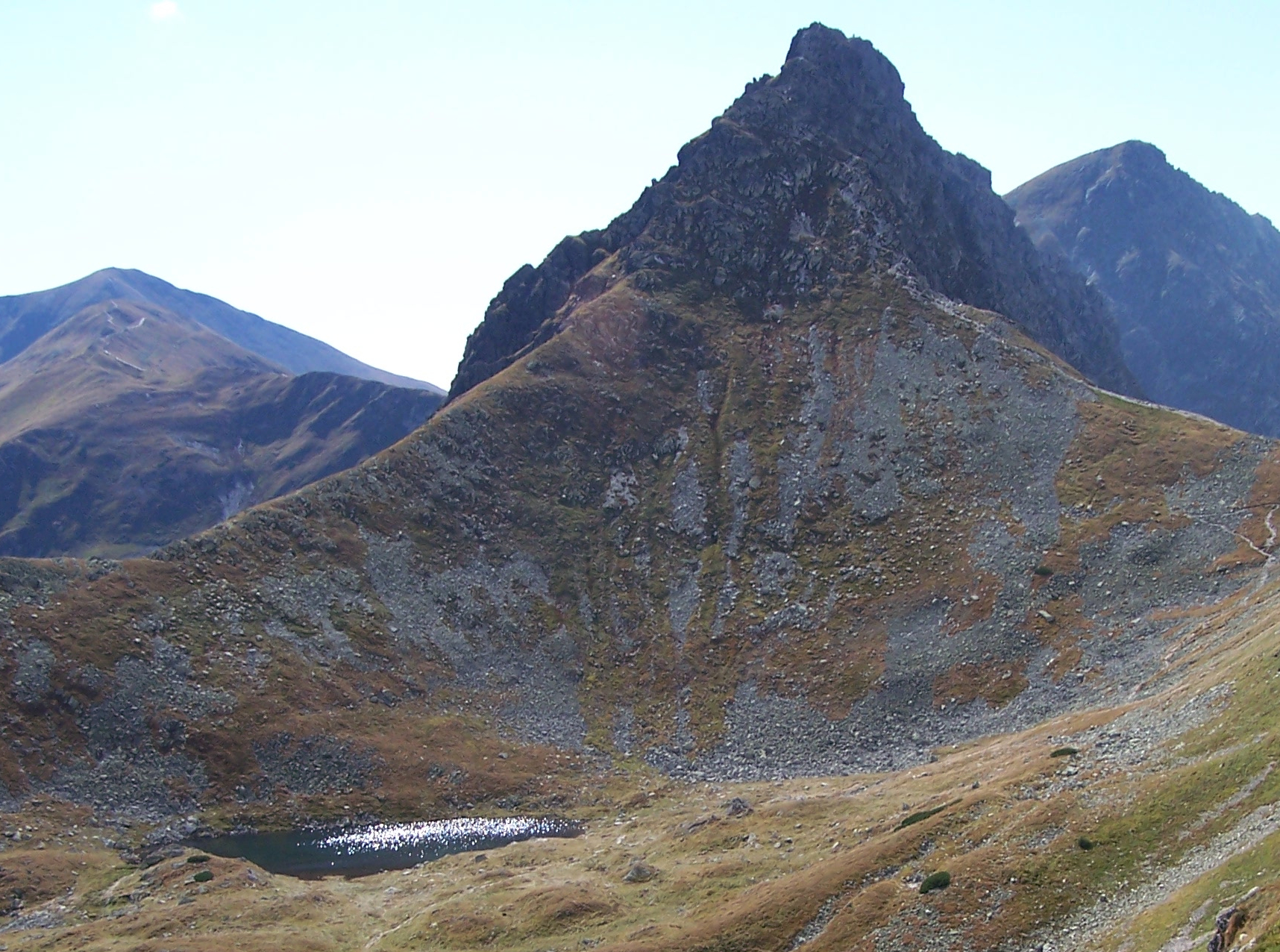
Ostrý Roháč

Hlavní hřeben Západních Tater (slovensky Hlavný hrebeň Západných Tatier, polsky Grań główna Tatr Zachodnich) se táhne v délce 42 km přes celé Západní Tatry od Hutianského po Ľaliové sedlo. Jeho nejvyšším bodem je Baníkov (2178 m), neboť Bystrá leží v jižní rozsoše hory Blyšť. Výškových rozdílů je úhrnem 9150 m (Puškáš), tudíž převýšení je přibližně poloviční. Jednotlivé vrcholy a sedla jsou uvedeny popořadě ve směru západ – východ. Za slovenským názvem je uveden ještě polský název a nadmořská výška.

## Průběh hřebene
|  | Název                   | Polský název                   | Výška  |
|  | ----------------------- | ------------------------------ | ------ |
|  | Hutianské sedlo         | Huciańska Przełęcz             | 1185 m |
|  | Biela skala             | Biała Skała                    | 1316 m |
|  | Sedlo pod Bielou skalou |                                | 1285 m |
|  | Radové skaly            | Rzędowe Skały                  | 1557 m |
|  | Sivý vrch               | Siwy Wierch                    | 1805 m |
|  | Pálenica                | Palenica Jałowiecka            | 1573 m |
|  | Redikalné               |                                | 1651 m |
|  | Pálenica                | Palenica Jałowiecka            | 1753 m |
|  | Zuberec                 | Zuberski Wierch                | 1806 m |
|  | Brestová                | Brestowa                       | 1934 m |
|  | Parichvost              | Skrajna Salatyńska Przełęcz    | 1856 m |
|  | Salatín                 | Salatyński Wierch              | 2048 m |
|  | Skriniarky              |                                | 1915 m |
|  | Spálená                 | Spalona Kopa                   | 2083 m |
|  | Pachoľa                 | Pachoł                         | 2167 m |
|  | Baníkovské sedlo        | Banikowska Przełęcz            | 2040 m |
|  | Baníkov                 | Banówka                        | 2178 m |
|  | Hrubá kopa              | Hruba Kopa                     | 2166 m |
|  | Tri kopy                | Trzy Kopy                      | 2136 m |
|  | Smutné sedlo            | Smutna Przełęcz                | 1963 m |
|  | Plačlivé                | Rohacz Płaczliwy               | 2125 m |
|  | Ostrý Roháč             | Rohacz Ostry                   | 2088 m |
|  | Jamnícke sedlo          | Jamnicka Przełęcz              | 1908 m |
|  | Volovec                 | Wołowiec                       | 2063 m |
|  | Sedlo pod Deravou       | Dziurawa Przełęcz              | 1860 m |
|  | Deravá                  | Łopata                         | 1955 m |
|  | Sedlo pod Hrubým vrchom |                                | 1823 m |
|  | Hrubý vrch              | Jarząbczy Wierch               | 2137 m |
|  | —                       | Jarzabcza Przelecz             | 1954 m |
|  | Končistá                | Kończysty Wierch               | 1994 m |
|  | Račkovo sedlo           | Starorobociańska Przełęcz      | 1965 m |
|  | Klin                    | Starorobociański Wierch        | 2173 m |
|  | Gáborovo sedlo          | Gaborowa Przełęcz              | 1938 m |
|  | Bystré sedlo            | Banista Przełęcz               | 1946 m |
|  | Blyšť                   | Błyszcz                        | 2155 m |
|  | Pyšné sedlo             | Pyszniańska Przełęcz           | 1792 m |
|  | Veľká Kamenistá         | Kamienista                     | 2127 m |
|  | Hlinské sedlo           | Hlińska Przełęcz               | 1913 m |
|  | Smrečiny                | Smreczyński Wierch             | 2068 m |
|  | Smrečinské sedlo        | Smreczyńska Przełęcz           | 1799 m |
|  | Poľská Tomanová         | Tomanowy Wierch Polski         | 1977 m |
|  | Suchy vrch              | Suchy Wierch Tomanowy          | 1860 m |
|  | Tomanovské sedlo        | Tomanowa Przełęcz              | 1686 m |
|  | Stoly                   | Tomanowe Stoły                 | 1947 m |
|  | Temniak                 | Ciemniak                       | 2096 m |
|  | Kresanica               | Krzesanica                     | 2122 m |
|  | Malolučniak             | Małołączniak                   | 2105 m |
|  | Kondratova kopa         | Kopa Kondracka                 | 2005 m |
|  | Kondracké sedlo         | Przełęcz pod Kopą Kondracką    | 1863 m |
|  | Goričková               | Goryczkowa Czuba               | 1912 m |
|  | Sedlo pod Zákosmi       | Goryczkowa Przełęcz nad Zakosy | 1812 m |
|  | Kasprov vrch            | Kasprowy Wierch                | 1985 m |
|  | Suché sedlo             | Sucha Przełęcz                 | 1949 m |
|  | Beskyd                  | Beskid                         | 2014 m |
|  | Ľaliové sedlo           | Liliowe                        | 1952 m |

## Vybrané přechody hřebene
V druhé polovině 20. století se poměrně často chodil (a lezl) kompletní tatranský hřeben (Západní, Vysoké i Belianské Tatry) a to v létě i v zimě. Následuje stručný výběr zajímavých přechodů:
- 1875 T. Chalubiński, první letní přechod hřebene Západních Tater (ovšem z Osobité).
- 1902 T. Eichenwald, F. Rabowski, J. B. Tajber a W. Tylka Suleja, od Salatína až po Čubrinu.
- 1955 Z. Hegerle, Z. Krysa, J. Piotrowski, R. W. Schramm a J. Staszel, první letní přechod celého tatranského hřebene (Belianské – Vysoké – Západní Tatry), 11 dní.
- 1956 A. Veverka + 11 horolezců z Moravy, první úplný přechod v zimě.
- 1970 I. Dieška, P. Pochylý, O. Pochylý, druhý zimní přechod kombinace Západní – Vysoké Tatry.
- 1975 K. Žurek, první letní sólo Belianské – Vysoké – Západní Tatry.
- 1978 P. Pochylý, první zimní sólo Západní – Vysoké – Belianské Tatry, 75 km, 16 dní.